# Gleichenia polypodioides
Gleichenia polypodioides is een soort varen uit de familie Gleicheniaceae. 
De soort komt voor landen van zuidelijk en oostelijk Afrika, zoals Zuid-Afrika, Lesotho, Swaziland, Zimbabwe, Angola, Malawi, Burundi, Tanzania en Mozambique. Verder komt de soort ook voor op verschillende eilanden in de Indische Oceaan, zoals Madagaskar, Mauritius, Réunion en Île Amsterdam.